# Dead Space 2
Dead Space 2 är ett survival horror-spel ur tredjepersonsskjutargenren, utvecklat av Visceral Games och som gavs ut av Electronic Arts under januari 2011. Spelet är uppföljaren till Dead Space från 2008. Spelet finns tillgängligt på Xbox 360, Playstation 3 och PC. Uppföljaren Dead Space 3 släpptes 2013.

## Handling
Dead Space 2 utspelar sig några år efter händelserna i Dead Space, under år 2508. Den före detta ingenjören Isaac Clarke, efter hans mardrömslika möte i skeppet USG Ishimura, anländer till The Sprawl, en stor rymdstation byggd på resterna av planeten Saturnus måne Titan, som bröts i bitar under en operation. Här inleds ett nytt utbrott av den fruktade utomjordiska sjukdomen Necromorph, som får människor att förvandlas till fasansfulla slaktarmonster. Isaac får bevittna den panik som sprider sig över stationen när han sätter sitt första steg där.

### Karaktärer
- Gunner Wright - Isaac Clarke, spelets huvudperson, är en före detta Ingenjör för bolaget CEC, överlevare från Ishimura-händelsen och en tidigare fånge från ett sjukhus på The Sprawl. Blir nästan under hela spelet jagad av bolaget bakom The Sprawl vid namn EarthGov.
- Sonita Henry - Ellie Langford, en pilot för CEC som bistår Isaac under hela spelet.
- Tanya Clarke - Nicole Brennan, Isaacs döda flickvän, som uppenbarar sig som en hallucination under flera delar i spelet.
- Lester Purry - Hans Tiedemann, en direktör för EarthGov och borgmästare för The Sprawl och dess besättning, och är en fiende till Isaac.
- Curt Cornelius - Nolan Stross, en forskare som hölls fången på sjukhuset på The Sprawl av besättningen, ser hallucinationer som Isaac och påstår att han och Isaac tillsammans kan förstöra ¨markören.¨ Slår senare ihop med Isaac och Ellie.
- Tahyna Tozzi - Daina Le Guin, en mystisk kvinna som hjälper Isaac under början av spelet. Hon påstår sig ha ett botemedel till Isaac's halucinationer.

## Fiender
Under hela spelet kommer spelaren att få möta flera varianter av Necromorph-monster.
- Slasher: Den vanligaste varianten av Necromorph. Dessa angriper spelaren med två stora knivar som har växt ut från offrets händer.
- Puker: En vanlig variant av Necromorph som angriper spelaren genom att spruta frätande gallvätska. Om man kommer nära dessa använder dem sina vassa klor.
- Tripod: En stor trebent Necromorph som slår eller spetsar sina offer med sin långa och vassa tunga.
- Infector: En fladdermus-liknande Necromorph som infekterar döda kroppar med sin snabel och förvandlar dem till nya Necromorphs.
- Leaper: En Necromorph som med sin stora svans angriper offrets ben och tarmar.
- Spitter: En Necromorph som påminner om varianten Slasher, men att de har förmågan att spruta frätande syra.
- Exploder: En liten Necromorph som har explosiva ämnen i sina kroppar, som spränger sig själva när de kommer nära sina offer.
- Pack: En barnliknande Necromorphs med långa klor som attackerar i stora grupper.
- Stalker: En Necromorph som angriper sitt offer genom att flankera den, smyga sig på den och sen storma offret.
- Lurker: En kortväxt Necromorph som attackerar sina offer med sina tre tentakler som skjuter flammande piggar.
- Swarmer: pyttesmå Necromorphs som kan hoppa på sina offer och slita bort deras kött.
- Pregnant: En stor och klumpig Necromorph med två stora lie-liknande klingor. Om den blir svårt skadad kan den klösa upp sig själv och släppa lös flera swarmers.
- Cyst: Små orörliga Necromorphs som attackerar sina offer genom att skjuta explosiva organiska baljor.
- Crawler: Små bäbisliknande Necromorphs som, precis som Exploders, spränger sig själva när de kommer nära sina offer.
- Brute: En mycket stor och kraftfull Necromorph som men sin stora hastighet, tyngd och styrka kan rusa mot sina offer och krossa dem.
- Guardian: En sällsynt stillastående Necromorph som fäster sig på väggar med sina sex dödliga tentakler. Dessa kan också skjuta flammande baljor som självförsvar.
- Pods: Små embryo-liknande Necromorphs att sprutar ut tentakler och eldkulor. De "föds" ut från en Guardian.
- Nest: En stor, sällsynt Necromorph som förvandlar sig från ett kvinnligt lik till en tentakel med tre gula uppsvällda gula säckar, och som skjuter små målsökande eldkulor.
- Divider: En lång och smal Necromorph med förmågan att dela sig i flera former och hoppa på sitt offer.
- Twitcher: En Necromorph som påminner om varianten Slasher, men som använder sin otroliga snabbhet för att snabbt kunna ta sig till offret och hugga ner den med sina vassa klor. Dyker bara upp i Dead Space 2 Severed.

### Bossar
- The Tormenter: En enorm Necromorph som består av flera kroppar, som är kapabel till att krossa sina offer med sina stora armar och greppa tag i dem med sina tentakler. Den har också en stor mun som kan slita itu ett offer.
- The Ubermorph: En stor Necromorph som är lika stor som en Slasher, men har ett mestadels utomjordiskt utseende. Den hugger och spetsar sina offer med sina klingor. Den kan också ersätta förlorade lemmar, och får ofta hjälp från andra Necromorph varianter.

## Mottagande
Dead space 2 har fått nästan perfekt betyg och mottagande.
- Giantbomb - 5/5
- Gametrailers - 9,5/10
- Game informer - 9/10
- 1UP.com - A+
- IGN - 9/10
- GamesRadar+ - 10/10
- GameSpot - 9/10
- GameReactor - 9,5/10